# Pudelpointer
Il Pudelpointer è un cane da ferma a pelo duro, adatto sia per la caccia in pianura che in quella nel bosco o in acqua.
La razza deriva dall'incrocio tra il Barbone di taglia grande e il Pointer Inglese. Dal Pointer ha ereditato doti eccezionali per il lavoro in pianura.

## Caratteristiche fisiche
Il Pudelpointer è un cane di taglia media dalla struttura quasi quadrata.
La testa è proporzionata al corpo, con stop marcato e canna nasale diritta.
Gli occhi sono grandi e di color ambra scuro. Le orecchie sono di lunghezza media, pendenti aderenti alla testa e ricoperte di pelo folto.
Il mantello è formato da pelo durissimo, ruvido, folto, arruffato e di lunghezza media (da 4 a 6 cm), adatto a proteggere il corpo dalle intemperie e dalle ferite. Il mantello può essere esclusivamente monocolore (ammesse piccole macchie bianche) nelle seguenti tonalità: marrone, foglia morta e nero.

## Temperamento
Intelligente, fedele, equilibrato e facilmente addestrabile, il Pudelpointer possiede un istinto di cacciatore ben sviluppato, eccellendo nella punta alla selvaggina.